# 地域公共交通の活性化及び再生に関する法律
地域公共交通の活性化及び再生に関する法律（ちいきこうきょうこうつうのかっせいかおよびさいせいにかんするほうりつ、平成19年5月25日法律第59号）は、地域公共交通の活性化および再生を一体的かつ効率的に推進することに関する日本の法律である。略称は地域交通法、地域公共交通活性化再生法または地域公共交通活性化・再生法。
2007年（平成19年）10月1日施行。改正地域公共交通活性化・再生法は2014年5月21日成立、11月20日施行。

## 概要
主務大臣による基本方針の策定、地域の関係者の協議を踏まえた市町村による地域公共交通総合連携計画の作成、地域公共交通特定事業の実施に必要な関係法律の特例のほか、複数の旅客運送事業に該当し、同一の車両または船舶を用いて一貫した輸送サービスを提供する新地域旅客運送事業の円滑化を図るための鉄道事業法に係る事業許可の特例等について定めている。
ここで言う「同一の車両または船舶を用いた一貫輸送サービス」とは、具体的にはJR北海道が開発中のDMV、愛知万博に登場したIMTS、また水陸両用車等をイメージしている。
事業の認定の際には、各都道府県の公安委員会に、必要な意見を聴取することなどが関連法令で定められている。

## 法律の構成
- 第1章　総則（第1条、第2条）
- 第2章　基本方針等（第3条、第4条）
- 第3章　地域公共交通総合連携計画の作成及び実施
  - 第1節　地域公共交通総合連携計画の作成（第5条～第7条）
  - 第2節　軌道運送高度化事業（第8条～第12条）
  - 第3節　道路運送高度化事業（第13条～第17条）
  - 第4節　海上運送高度化事業（第18条～第20条）
  - 第5節　乗継円滑化事業（第21条～第25条）
    - 第5節の2　鉄道事業再構築事業（第25条の2～第25条の4）

  - 第6節　鉄道再生事業（第26条・第27条）
  - 第7節　雑則（第28条、第29条）
- 第4章　新地域旅客運送事業の円滑化（第30条～第36条）
- 第5章　雑則（第37条～第42条）
- 第6章　罰則（第43条、第44条）
- 附則

## 鉄道事業再構築実施計画が認定された事業者と路線
- 福井鉄道（福武線） - 2009年2月24日認定[3]
- 若桜鉄道（若桜線） - 2009年3月13日認定（｢公有民営化｣方式としては初めての認定）[4]
- 三陸鉄道（北リアス線・南リアス線・リアス線） - 2009年11月30日認定[5]、2014年3月28日延長認定[6]、2019年1月31日に山田線区間の追加認定[7]。
- 信楽高原鐵道（信楽線）- 2013年3月4日認定[8]
- 北近畿タンゴ鉄道（宮津線、宮福線） - 2015年3月11日認定[9]。WILLER TRAINS（京都丹後鉄道）関連。
- 近畿日本鉄道（内部線・八王子線） - 2015年3月11日認定[9]。四日市あすなろう鉄道関連。
- 山形鉄道（フラワー長井線） - 2016年11月15日認定[10]
- 伊賀鉄道（伊賀線） - 2017年3月15日認定[11]
- 養老鉄道（養老線）  - 2017年12月21日認定[12]
- 西日本旅客鉄道（城端線・氷見線）- 2024年2月8日認定[13][14]。あいの風とやま鉄道への経営移管関連。

## 軌道運送高度化実施計画が認定された事業者と路線
- 富山地方鉄道（富山軌道線）- 富山都心線、2008年2月28日認定。軌道運送高度化実施計画の第1号認定[15]。富山駅中央電停（仮称）に関するもの、2013年4月26日認定[16]、2015年12月7日付け変更認定[17]
- 札幌市交通局・札幌市交通事業振興公社（札幌市電）- 2013年4月8日認定[18]、上下分離方式への移行に伴い2019年11月25日付け変更認定[19]。
- 宇都宮ライトレール（宇都宮芳賀ライトレール線）- 2016年9月26日認定[20]、開業時期や概算事業費の変更に伴い2023年3月28日付け変更認定[21]